# 布氏科特拉魚
布氏科特拉魚（學名：Kottelatia brittani），為輻鰭魚綱鯉形目鿕科科特拉魚屬下的一個種，屬名係為向著名的魚類分類學家M. Kottelat致敬，分布於亞洲馬來西亞及印尼淡水流域，本魚體延長且側扁，頭短小且尖突，口裂向上傾斜，下頷前端稍外突出，無觸鬚，體色為淡褐色，尾柄中央有一黑點，黑點上下兩側並帶有橘紅色色彩，體長可達5公分，棲息在沙石底質溪流，生活習性不明，可做為觀賞魚。